# Jean-Marie Bastien-Thiry
Jean-Marie Bastien-Thiry, röviden Jean Bastien-Thiry (Lunéville, 1927. október 19. – Ivry-i erőd, Ivry-sur-Seine, 1963. március 11.), francia katonatiszt, a Francia Légierő hadmérnök alezredese. Az algériai háború után csatlakozott az Algéria függetlensége ellen küzdő OAS terrorszervezethez. Több sikertelen merényletet szervezett De Gaulle köztársasági elnök ellen. Az 1962. augusztus 22-i petit-clamart-i merénylet után elfogták. Egy kivételes jogkörrel felruházott katonai bíróság halálra ítélte. A Ivry erődben állt kivégző osztag elé. Személye megjelenik Frederick Forsyth A Sakál napja című politikai krimijében, és Fred Zinnemann ebből készült 1973-as hasonló című filmjében.

## Élete

### Származása
Régi lotaringiai katonacsaládban született, legidősebbként nyolc testvére között. 
Apja, Pierre Marie Bastien-Thiry hadmérnök alezredes (1898-1979) a tüzérségnél szolgált. Nagyapja lovassági kapitány volt.
Az ifjú Jean Bastien-Thiry elemi iskoláit Nancyban végezte, majd a magas presztízsű versailles-i Szent Genovéva magángimnáziumban (Lycée privé Sainte-Geneviève) érettségizett. 
1947-ben felvették a palaiseau-i École polytechnique katonai főiskolára.

### Katonai pályafutása

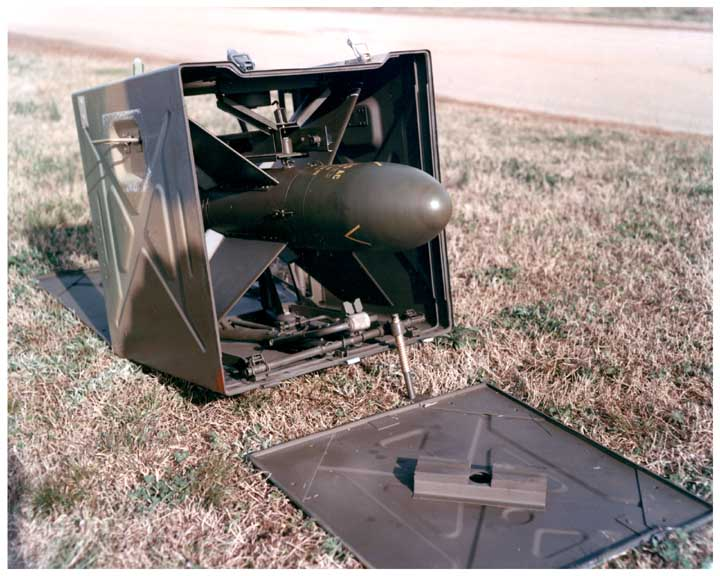
Nord SS-10 harckocsi-elhárító rakéta, egy alabamai kísérleti központban (1961)

Diplomát szerzett a toulouse-i Állami Repülési és Űrhajózási Egyetemen (ISAE-SUPAERO). Beállt a Francia Légierő hadmérnöki testületébe. A levegő-levegő rakéták fejlesztésére specializálta magát. 1957-ben a Légierő vezető hadmérnökévé (ingénieur militaire en chef de l’Air) léptették elő. Ő tervezte a Nord-Aviation cég SS-10 és SS-11 típusú föld-föld rakétáit, melyeket a francia hadsereg 1955–1962 között tartott hadrendben. Az Egyesült Államok hadserege MGM-21A néven rendszeresítette, és az izraeli hadsereg is ezeket alkalmazta az 1956-os szuezi válság harcaiban.

### Magánélete
1955 februárjában feleségül vette Geneviève Lamirand-t, akinek apja, Georges Lamirand a Vichy-kormány ifjúságügyi államtitkára volt 1940 szeptemberétől 1943 márciusáig. A család tagjai a De Gaulle vezette Szabad Francia Erőkhöz álltak  A házaspárnak három leánya született: Hélène (*1955), Odile (*1957) és Agnès(1960–2007). Özvegye, Geneviève később Robert Lagane-hoz ment feleségül.[

### Szembefordulása De Gaulle elnökkel
Jean Bastien-Thiry kezdetben – apjához hasonlóan – lelkes gaullista volt. 1959. szeptember 16-án azonban meghallgatta De Gaulle elnök beszédét, Algéria népének az önrendelkezéshez való jogáról.
Ettől kezdve De Gaulle-t zsarnoknak tekintette, aki marxista diktátorként kormányoz. Bastien-Thiry Francia-Algéria fenntartásának meggyőződéses harcosa volt, és úgy látta, De Gaulle elárulni készül az Algériában élő franciákat, kiszolgáltatva őket – és egész Afrikát – a terjeszkedő kommunizmusnak. Algéria elszakadását Bastien-Thiry és elvbarátai súlyosabb „országvesztésnek” ítélték, mint Elzász és Lotaringia 1871-es (átmenetinek bizonyult) átengedését a Német Birodalomnak. Leveleiben nyíltan írt véleményéről: „Franciaország elnökének Algéria-politikája az emberiség elleni bűntett, alávalóság és becstelenség”. De Gaulle tábornok életrajzírója, Jean Lacouture szerint (Bastien-Thiry) „szemében De Gaulle magát az Antikrisztust testesítette meg, aki hazája területének egy részét át akarja engedni az arab kommunizmusnak.”

### A terrorista
Az OAS segítségével Bastien-Thiry több merényletet szervezett De Gaulle ellen. Az elsőt 1961. szeptember 8-án Pont-sur-Seine-ben hajtották végre. Az országút szélén gyúlékony üzemanyaggal telt tartályokat helyeztek el, melyeket távirányított pokolgéppel felrobbantottak. Műszaki hiba miatt a tartályok egy része nem fogott tüzet, az elnöki autókonvoj átjutott a lángtengeren.. A következő hónapokban az OAS további merényleteket készített elő, de a biztonsági szervezetek valamennyit megakadályozták. Sok OAS-tagot letartóztattak. Ezután Bastien-Thiry kommandót szervezett a francia hadsereg és az Idegenlégió kipróbált indokínai és algériai veterán katonáiból (köztük hárman magyar nemzetiségűek voltak). 1962. augusztus 22-én Párizs közelében, Petit-Clamart-ban automata fegyverekből nyitottak tüzet az elnöki autókonvojra, de hihetetlen módon senki sem sérült meg a golyózáporban.

### Letartóztatása és perbefogása
A francia rendőrség rövid idő alatt kinyomozta és elfogta a merénylőket. Bastien-Thiry-t 1962. szeptember 17-én tartóztatták le, amikor visszatért egy Angliában tartott rakétakísérletről. Különleges jogkörrel felruházott katonai bíróság (Cour militaire de justice) elé állították. Ezt a haditörvényszéket De Gaulle tábornok-elnök saját rendelettel hozta létre 1961. június 1-jén. Elnökévé saját bizalmasát, Roger Gardet tábornokot nevezte ki. A törvényszék döntéseivel szemben semmilyen fellebbezéssel vagy jogorvoslattal nem lehetett élni. Ez olyan mértékig ellenkezett Franciaország jogrendjével, hogy a Francia Államtanács 1962. október 19-én legfelsőbb határozatában a bíróság létét törvényellenesnek minősítette és működését megtiltotta. Georges Pompidou gaullista miniszterelnök azonban a Nemzetgyűlésben 1963. február 20-án olyan törvényt fogadtatott el, amely meghosszabbította a haditörvényszék működését a folyamatban lévő ügyek lezárásáig. Ide tartozott a merénylő-per fővádlottjának ügye is.
A per tárgyalásait a vincennes-i erődben tartották, 1963. január 28. és március 4. között. A fővádlott, Bastien-Thiry védelmét négy ügyvéd látta el (Dupuy, Le Corroller, Isorni és Tixier-Vignancour), akik több védőtanút is felvonultattak. A tárgyalást megpróbálták egy De Gaulle tábornok-elnök zsarnoki uralma elleni váddá formálni. Bastien-Thiry szerint a diktátor saját népe ellen fordult, az Algériában élő franciák tömegének életét készül prédául vetni. Hivatkozott arra, hogy a „zsarnokölést” (tyrannocidiumot) Aquinói Szent Tamás is jogosnak ismerte el. Önmagát Stauffenberg ezredeshez hasonlította, aki 1944. július 20-án Németországot akarta megszabadítani Hitlertől. Később azt állította, De Gaulle-t csak el akarták rabolni, hogy „népbíróság” elé állíthassák. Tettestársai és a vád más tanúi azonban egyöntetűen azt vallották, hogy De Gaulle meggyilkolása volt a cél, amelytől politikai változásokat, az 5. köztársaság rendszerének bukását várták.

### Elítélése és kivégzése
1963. március 4-én Bastien-Thiry-t halálra ítélték államellenes összeesküvés és csoportosan elkövetett fegyveres gyilkossági kísérlet szervezéséért. Megfosztották a Becsületrend lovagi címétől és a  fresnes-i börtön siralomházába szállították. Fegyvert használó társai közül kettőt, Alain de la Tocnaye-t és Jacques Prévost-ot szintén halálra ítélték.
Az ítélethirdetés másnapján Henri Lafond bankárt, az Ellenállás régi harcosát, az OAS korábbi finanszírozóját, aki ekkor De Gaulle gazdasági tanácsadója volt, Neuilly-sur-Seine-i otthona előtt agyonlőtték, mert megtagadta, hogy Bastien-Thiry mellett tanúskodjék. (A merénylőt, Jean de Brem ejtőernyős katonát, az OAS tagját később a rendőrség agyonlőtte).
A védők kegyelmi kérvényt nyújtottak be. De Gaulle elnök március 8-án az Élysée-palotában fogadta őket. A két lövésznek kegyelmet adott, de Bastien-Thiry alezredestől megtagadta ezt. 1963. március 11-én hajnalban Bastien-Thiry-t az Ivry-i erődben katonai kivégzőosztag elé állították és agyonlőtték. Több tiszt megtagadta az osztag vezetésére utasító parancsot, őket később katonai fegyelmi büntetéssel sújtották. Apja, Pierre Marie Bastien-Thiry alezredes De Gaulle rendíthetetlen híve volt, nem bocsátotta meg fiának, hogy bálványának életére tört. Az öreg katona csak az utolsó pillanatban szánta rá magát, hogy a köztársasági elnökhöz írt személyes levélben kegyelmet kérjen fia számára. A levél azonban elkésett, az elnök csak hétfőn, 1963. március 11-én reggel kapta kézhez, órákkal az ítélet hajnali végrehajtása után.
A holttestet először Thiais község temetőjében hantolták el, majd áthelyezték Bourg-la-Reine város temetőjébe.

## Érdekességek
A katonai haditörvényszéket még abban az évben törvényileg feloszlatták. Utolsó halálos ítéleteit Bastien-Thiry, De La Tocnaye és Prévost ellen hozta. Bastien-Thiry volt az utolsó elítélt, akit Franciaországban kivégzőosztag lőtt agyon.
Legifjabb leánya, Agnès (férjezett nevén Agnès de Marnhac, †2007) később megjelent könyvében pszichogenealógiai okot látott apja sorsában. Szerinte Jean Bastien-Thiry azért áldozta volna életét, hogy jóvátegye egyik ősének bűnét: Claude Ambroise Régnier, Massa hercege, Napóleon császár igazságügyminisztere halálra ítélt egy ártatlan személyt az Enghien hercege és társai ellen lefolytatott koncepciós perben.
Jean-Marie Le Pen egy 2018. április 14-én saját honlapján közzétett videóinterjúban azt állította, a kivégzés előestéjén minden elő volt készítve Bastien-Thiry megszöktetésére. Az akciót egy helikopteres katonai osztag hajtotta volna végre, a szervezésben De Gaulle-lal szemben álló hivatalnokok és parlamenti képviselők is részt vettek. A szöktetést (úgymond) az elítélt egészségének hirtelen romlása miatt fújták le.
A három magyar merénylő egyikét, Marton Lajost szintén halálra ítélték, de 1968-ban amnesztiával kiszabadult. Franciául és magyarul írt könyvében („Meg kell ölni De Gaulle-t”) igyekszik igazolni a merénylők céljainak jogosságát.

## Alakja szépirodalomban, játékfilmekben
- 1971: Frederick Forsyth A sakál napja (The day of the Jackal) című politikai kalandregényében leírja a petit-clamart-i merénylet eseményeit és a résztvevők sorsát.
- 1973: Fred Zinnemann rendező A Sakál napja c. brit-francia kalandfilmjében, mely a regény alapján készült, Bastien-Thiry alakját Jean Sorel formálta meg.
- 2005: Ils voulaient tuer de Gaulle („De Gaulle-t akarták megölni”), Jean-Teddy Filippe dokumentum-drámája. Bastien-Thiry-t Jean-Pierre Michaël, Alain de La Tocnaye-t Pierre-Arnaud Juin alakította.